# In het land van Thijl Uilenspiegel
In het land van Thijl Uilenspiegel, noto anche, per la versione francese, con il titolo Au pays de Thijl Uilenspiegel, è un cortometraggio documentario del 1948, diretto da Charles Dekeukeleire , realizzato per conto della Provincia della Fiandra Orientale. 